# 焦化厂车辆段
焦化厂车辆段位于北京市朝阳区，已关闭的北京焦化厂厂区原址内，是北京地铁7号线所使用的一座车辆段，在双合站与7号线正线接轨。车辆段主体结构于2013年6月18日封顶。
焦化厂车辆段为北京焦化厂工业旧址保护与综合开发的一部分。车辆段用地位于厂区北部，呈西北－东南方向布置，7号线焦化厂站位于车辆段西南侧。车辆段及一体化开发区域总占地面积32.7公顷。
焦化厂车辆段工程由北京住总集团三公司施工。车辆段位于用地东部，占地约16公顷。停车列检库、月修库、定修库均位于地下，而配套的信号楼、办公楼、派出所等建筑位于地上。车辆段用地全长1.3公里，最宽处宽281米，基坑深度10至12米，覆土厚度0.7至1米，地下建筑面积17.9万平方米，总建筑面积23万平方米，为北京地铁规模最大的车辆段。地下工程总土方开挖量达130万立方米。
车辆段地面以上部分上盖商业办公建筑，高度达80米。车辆段西侧咽喉区上方地面区域作为城市公园进行绿化，并在中间开天窗，轨道材料由此运入地下。用地西部约15公顷进行落地开发，规划建筑面积79万平方米。
停车列检库共24线，一线两列停放，共可停放列车48列。7号线初期采购列车35列。